# Komisariat Straży Granicznej „Kartuzy”
Komisariat Straży Granicznej „Kartuzy” – jednostka organizacyjna Straży Granicznej pełniąca służbę ochronną na granicy polsko-gdańskiej w latach 1929–1939.

## Formowanie i zmiany organizacyjne
W drugiej połowie 1927 przystąpiono do gruntownej reorganizacji Straży Celnej. W praktyce skutkowało to rozwiązaniem tej formacji granicznej.
Rozporządzeniem Prezydenta Rzeczypospolitej Polskiej Ignacego Mościckiego z 22 marca 1928, do ochrony północnej, zachodniej i południowej granicy państwa, a w szczególności do ich ochrony celnej, powoływano z dniem 2 kwietnia 1928 roku  Straż Graniczną. 
Rozkazem nr 1 z 29 kwietnia 1929 w sprawie zmian organizacji Pomorskiego Inspektoratu Okręgowego komendant Straży Granicznej płk Jan Jur-Gorzechowski powołał do życia i ustalił organizację komisariatu „Kartuzy”.
Rozkazem nr 12 z 10 stycznia 1930 w sprawie reorganizacji Pomorskiego Inspektoratu Okręgowego komendant Straży Granicznej zarządził nową strukturę organizacyjną. 
Rozkazem nr 3/31 zastępcy komendanta Straży Granicznej płk Emila Czaplińskiego z 5 sierpnia 1931 przeniesiono placówkę II linii Egiertowo do Kameli. Tym samym zniesiono posterunek SG w Kameli. Zniesiono też posterunek detaszowany „Szymbark”. 
Rozkazem nr 2 z 4 czerwca 1932 w sprawach organizacyjnych komendant Straży Granicznej płk Jan Jur-Gorzechowski przeniósł placówkę II linii „Chwaszczyno” do Kacka Wielkiego.
Rozkazem nr 3 z 29 listopada 1933 w sprawach organizacyjnych, komendant Straży Granicznej płk Jan Jur-Gorzechowski przemianował placówki II linii „Kamela”,„Borcz”, „Żukowo” i „Wielki Kack” na placówki I linii.
Rozkazem nr 3 z 23 czerwca 1934 w sprawach [...] tworzenia i zniesienia posterunków informacyjnych, komendant Straży Granicznej płk Jan Jur-Gorzechowski wyłączył placówkę I linii „Wielki Kack”  z komisariatu Straży Granicznej „Kartuzy” i włączył w skład komisariatu Straży Granicznej „Gdynia”.
Rozkazem nr 5 z 3 marca 1939 w sprawie zmian organizacyjnych [...], komendant Straży Granicznej gen. bryg. Walerian Czuma przemianował placówkę I linii „Kamela” na „Egiertowo”.

## Służba graniczna
Sąsiednie komisariaty
- komisariat Straży Granicznej „Skarszewy” ⇔ komisariat Straży Granicznej „Gdynia” − 1930

## Funkcjonariusze komisariatu
| Kierownicy/komendanci komisariatu | Kierownicy/komendanci komisariatu | Kierownicy/komendanci komisariatu | Kierownicy/komendanci komisariatu |
| stopień                           | imię i nazwisko                   | okres pełnienia służby            | kolejne stanowisko                |
| --------------------------------- | --------------------------------- | --------------------------------- | --------------------------------- |
| podkomisarz                       | Jan Ostruszka                     | 12 VIII 1939 –                    |                                   |
| Zastępcy komendanta komisariatu   |                                   |                                   |                                   |
| starszy strażnik                  | Nestor Chciej                     | 23 IV 1939? –                     |                                   |

## Struktura organizacyjna
Organizacja komisariatu w czerwcu 1929:
- komenda − Kartuzy
- placówka Straży Granicznej II linii „Egiertowo”
  - posterunek informacyjny Straży Granicznej „Szpon”
  - posterunek informacyjny Straży Granicznej „Kamela”
- placówka Straży Granicznej II linii „Borcz”
  - posterunek informacyjny Straży Granicznej „Borcz”
  - posterunek informacyjny Straży Granicznej „Łapin”
- placówka Straży Granicznej II linii „Stara Piła”
  - posterunek informacyjny Straży Granicznej „Stara Piła”
  - posterunek informacyjny Straży Granicznej „Kokoszki”
  - posterunek informacyjny Straży Granicznej „Maternia”

Organizacja komisariatu w styczniu 1930:
- komenda −  Kartuzy
- placówka Straży Granicznej II linii „Egiertowo”
  - posterunek informacyjny Straży Granicznej „Szpon”
  - posterunek informacyjny Straży Granicznej „Szymbark”
  - posterunek informacyjny Straży Granicznej „Kamela” → w 1933 przemianowana na placówkę I linii
- placówka Straży Granicznej II linii „Borcz” → w 1933 przemianowana na placówkę I linii
  - posterunek informacyjny Straży Granicznej „Skeszewo”
  - posterunek informacyjny Straży Granicznej „Łapin”
- placówka Straży Granicznej II linii „Żukowo” → w 1933 przemianowana na placówkę I linii
  - posterunek informacyjny Straży Granicznej „Stara Piła”
  - posterunek informacyjny Straży Granicznej „Kokoszki”
- placówka Straży Granicznej II linii „Chwaszczyno” → w 1932 przeniesiona do Wielkiego Kacka → w 1933 przemianowana na placówkę I linii → w 1934 przeniesiona do komisariatu „Gdynia”
  - posterunek informacyjny Straży Granicznej „Wielki Kack”
  - posterunek informacyjny Straży Granicznej „Owczarnie”
  - posterunek informacyjny Straży Granicznej „Kolibki”

Organizacja komisariatu w 1936:
- komenda −Kartuzy
- placówka Straży Granicznej II linii Kartuzy
- placówka Straży Granicznej I linii Kamela
- placówka Straży Granicznej I linii Borcz
- placówka Straży Granicznej I linii Żukowo